# 佐嘉神社
33°15′7″N 130°18′9″E / 33.25194°N 130.30250°E
佐嘉神社是位于佐贺县佐贺市的神社。社格为别格官币社。江户时代后期至明治时代各地都兴建了祭祀藩祖的神社，佐嘉神社是其中之一。

## 祭神
本社祭祀佐贺藩第10代藩主锅岛直正和第11代藩主锅岛直大。锅岛直正实行藩政改革，培养了大隈重信、江藤新平等人才。锅岛直大在戊辰战争中作为官军参战，也是明治2年（1869年）版籍奉还的提议者之一。

## 历史
在锅岛直正死后，于明治6年（1873年），为彰显其威德，在祭祀锅岛家祖先的松原神殿扩建了南殿，用以祭祀直正。昭和4年（1929年），确立了创建专门祭祀锅岛直正的别格官币社佐嘉神社的计划。昭和8年（1931年），于现址建造了佐嘉神社，将直正之灵移祀于此。昭和23年（1948年），将松原神社南殿的锅岛直大移至佐嘉神社合祀。
松原神社过去与佐嘉神社是独立运营的，昭和36年（1961年）起两神社合并运营。

## 境内神社

### 松原神社
松原神社是佐嘉神社境内的一座神社。
安永元年（1772年），作为祭祀锅岛家家祖锅岛直茂的神社而设立。当时称作“日峰大明神”（日峰宫），得名于锅岛直茂的法号日峰（日语：日峯）。至今也被俗称为。同时代各藩都创建了祭祀藩祖、祖先的神社。
文化14年（1817年），直茂的祖父清久和正室彦鹤姫合祀于此。明治5年（1872年），初代藩主、锅岛直茂的长子锅岛胜茂也合祀于此，神社更名为松原神社。
明治6年（1873年），在本殿的两侧兴建北殿、南殿。南殿供奉第10代藩主锅岛直正，北殿供奉在锅岛氏之前的佐贺领主龙造寺氏的隆信、政家、高房。原有的本殿从此称为中殿。大正12年（1912年），殁后2年的第11代藩主锅岛直大合祀于南殿。
昭和8年（1933年），佐嘉神社建立，将南殿的锅岛直正移祀于佐嘉神社。昭和23年（1948年），锅岛直大也移祀于佐嘉神社，南殿撤除。昭和38年（1963年），随着松原神社的改造，中殿和北殿合并为本殿。

### 其他神社
佐嘉神社境内除了松原神社，还有以下几座神社。
- 松根社
- 佐嘉荒神社
- 松原惠比须社
- 松原稻荷神社
- 松原河童社
- 松原梛木社

## 交通
- 从JR九州佐贺站东侧的佐贺站巴士中心（日语：佐賀駅バスセンター）搭乘佐贺市营巴士2系统的线路，在佐嘉神社前巴士站下车。
- 从佐贺站步行约20分钟。[2]